# Hiremannapur, Kushtagi
Hiremannapur là một làng thuộc tehsil Kushtagi, huyện Koppal, bang Karnataka, Ấn Độ.